# Brasserie Valduc-Thor
Ne doit pas être confondu avec la brasserie danoise Thor, fondée en 1855 à Randers.
La Brasserie Valduc-Thor est une brasserie fondée en 2017, située à Thorembais-Saint-Trond dans la commune de Perwez en Belgique. On y brasse principalement la marque de bière « Valduc » ainsi que des bières à façon.

## Histoire
La naissance de cette brasserie est le fruit de la collaboration de deux amis rencontrés lors de leur master en génie brassicole sur les bancs de la Faculté, dans les laboratoires de brasserie de l'Université catholique de Louvain. Antoine Limbourg, bio-ingénieur de formation, développe la Rio en 2014 avant de rencontrer Peter Gerard, ingénieur brasseur. En 2016, ils unissent leurs compétences pour créer leur propre brasserie,. Ils construisent une unité de production flambant neuve à Thorembais-Saint-Trond, à quelques encablures d'une ancienne brasserie disparue, la brasserie Meurice-Hanquet. Le premier brassin a lieu le 6 avril 2017.
La brasserie a reçu deux médailles d'or aux Best Local Beers 2018 pour deux de ses bières. Ce sont la petite sœur dans la catégorie bière blanche et la Rio dans la catégorie Ambrée

## Modèle économique
La brasserie Valduc-Thor est une brasserie coopérative. Lorsque l'entreprise a besoin de lever des fonds pour des investissements (essentiellement liés à la durabilité : panneaux photovoltaïques, réduction de la consommation d'eau et d'électricité...), elle fait appel à des coopérateurs.

## Bières
Cinq bières principales sont brassées par la brasserie Valduc-Thor :
- la Fée verte, une ISA titrant 4,7 % de volume d'alcool.
- la petite sœur, une blanche titrant 5,6 % de volume d'alcool.
- la Fée Steve, une blonde titrant 6,3 % de volume d'alcool.
- la Rio, une ambrée titrant 8 % de volume d'alcool.
- la Thor, une brune titrant 9 % de volume d'alcool.